# スペースバニー
スペースバニーは、2002年4月または5月にオリンピアが開発・販売したパチスロ機である。4号機。
業界初とされる自力当選によるAT（バニータイム）突入がポイント（後述のルーレットゲーム参照）。ATとボーナスゲームで出玉を増やす（後述の#バニータイムおよびボーナスゲーム）。
バニーシリーズとしては初めて液晶を搭載。バニーと銘打ってはいるものの、ゲーム性は本機までのバニーシリーズとは全く違う。

## 登場人物
本機に登場するキャラクターについて解説する。バニーだけはどのステージでも登場するが、それ以外のキャラクターは担当ステージが決まっている。コックピットステージは全キャラクターとも出番はある。
バニー
本機の主人公。パツキンショートカットのバニーガール。ステージごとに衣装と装備は変化するものの、うさ耳ヘアバンドだけは意地でも外さない。
ナルシス
氷山ステージにおけるバニーのお供の耳つき男。氷山から落下する役目。
コック
ジャングルステージにおけるバニーのお供。コック帽をかぶった耳つき男。
ロボ
洞窟ステージにおけるバニーのお供。宝箱を開けたり、敵キャラクターのゴーレムにつぶされるのが役目。

## ステージ
本機に登場するステージについて解説する。どのステージにおいてもボーナスやバニータイム（以下ATと略す）のチャンスは存在する。
コックピットステージ
探検の起点になるステージで滞在時間はもっとも多いと思われる。ここから以下3ステージのいずれかへ遷移する。正面窓は他のステージへの移動演出と、隕石接近演出が発生し、隕石の場合はこれを破壊できればボーナスまたはルーレットゲームが確定する。物質転送装置で子役ナビを行うが、クリスタルが転送された場合はボーナスまたはATが確定。
氷山ステージ
バニーとナルシスが氷山の頂上を目指すステージで、他のステージと比して最も期待のできるステージ。頂上に到達して、ゴーレムの頭部または光るクリスタルを発見するとボーナスまたはAT確定。上から落ちてくる岩にあたってナルシスが落下するとコックピットステージに転落してしまう。
洞窟ステージ
ロボと洞窟を探検。宝箱を発見して、中からクリスタルが出ればボーナスまたはAT確定。宝を守護するゴーレムに追いかけられるケースもあり、逃げ切れればこれもボーナスまたはATが確定する。
ジャングルステージ
バニーとコックがジャングルを探検する。上空を通過する鳥の色などで子役告知を行う。コックが木立で何かを発見してくるという子役ナビ演出もあるが、この時にクリスタルを発見したらボーナスまたはATが確定する。

### ルーレットゲーム
ルーレットゲーム
上記のステージで1/140の純ハズレに当選することで遷移する。1ゲームごとに1マスずつ移動し、リプレイを引いたときに滞在していたマス目の表示によりATに突入、またはルーレットゲーム終了となる（ドクロのマス）。BT表示のマスだと1セット25ゲームのAT、数字表示のマスだとその数分継続するAT、他にチャンスルーレットのマスとスペシャルルーレット（JackPot表示）のマスも存在する（後述）。なお、これらプレミアのマス目は盤面に毎回必ず存在するわけではない。
チャンスルーレット
ルーレットゲームにおいてChance表示のマス目でリプレイを引いたときに遷移する。転落するまでにバニー図柄のマス目でリプレイに3回当選すると5セット以上のATが確定する。
スペシャルルーレット
ルーレットゲームにおいてJackPot表示のマス目でリプレイを引いたときに遷移する、ハズレなしのルーレットゲーム。200ゲームから3000ゲームまでのAT当選が期待できる（盤面に3000ゲームのマス目がない場合も当然ある）。

## バニータイム
本機の目玉ATで、バニータイムと名づけられている。押し順ナビつきのATで、純増3枚／1ゲームというスペック。基本的に1セット25ゲーム（上述のように当選契機が数字マス目だった場合はこの限りではない）のATだが、この間もボーナスゲームやルーレットゲームの抽選を行っているため、いつまで継続するかは運次第である。
AT中に当選したルーレットゲームはAT終了後に必ず全て放出される。

## 小役配当
リプレイ、ベル、チェリー、スイカが存在する。払い出し枚数を下表に示す。通常時、リプレイについては払い出しが存在しないため割愛するが、後述のボーナス中のみ、ビッグボーナス（以下BIG BONUS）中であれば1枚、JACGAME中であれば15枚の払い出しがある。JACGAMEはレギュラーボーナス（以下REG BONUS）の毎ゲームおよびBIG BONUS中のリプレイ揃いで突入するJACGAMEを指す。
| 小役     | 3BET時 | 備考 |
| -------- | ------ | ---- |
| ベル     | 10     |      |
| チェリー | 2      |      |
| スイカ   | 6      |      |

## スペック・ボーナスゲーム
ボーナス確率と機械割を以下に示す（メーカー発表値）。BIG BONUSは赤7揃いと青7揃いの2種類、REG BONUSはバー揃いで突入し、当選時の払い出しはそれぞれ15枚。REG BONUSは基本的に8ゲーム15枚払い出しのJACGAMEのみなので、純増112枚（120 - 8枚）。BIG BONUSの払い出し枚数はリプレイ外しを行うことにより幅が出る。リプレイ外しは逆押しで最後の左リール枠内に青7を押せば75%の確率で外せるが、左下に青7をビタ押しすることにより100%外すことも可能である。
| 設定 | BIG確率 | REG確率 | BT確率 | 機械割 |
| ---- | ------- | ------- | ------ | ------ |
| 1    | 1/399   | 1/1260  | 1/244  | 96.5%  |
| 2    | 1/381   | 1/1260  | 1/218  | 99.4%  |
| 3    | 1/360   | 1/1260  | 1/198  | 102.9% |
| 4    | 1/337   | 1/1260  | 1/176  | 107.2% |
| 5    | 1/312   | 1/1074  | 1/158  | 112.5% |
| 6    | 1/238   | 1/840   | 1/96   | 119.9% |